# Rollinia occidentalis
Rollinia occidentalis R.E.Fr. – gatunek rośliny z rodziny flaszowcowatych (Annonaceae Juss.). Występuje naturalnie w Peru oraz północnej części Argentyny. 

## Morfologia
PokrójZimozielone drzewo lub krzew dorastające do 8 m wysokości. Młode pędy są owłosione.
LiścieMają eliptyczny lub lancetowaty kształt. Mierzą 5–10 cm długości oraz 1,5–4 cm szerokości. Nasada liścia jest ostrokątna. Blaszka liściowa jest całobrzega o tępym wierzchołku. Ogonek liściowy jest owłosiony i dorasta do 6–10 mm długości.
KwiatySą pojedyncze lub zebrane w pary, rozwijają się w kątach pędów. Działki kielicha mają owalny kształt i dorastają do 8–10 mm długości. Płatki mają okrągło odwrotnie jajowaty kształt i osiągają do 7–9 mm długości.
OwoceSynkarpiczne, o kulistym kształcie.